# Мартанда Валіатан
Мартанда Варма Шанкаран Валіатан (англ. Marthanda Valiathan, нар. 24 травня 1934 — пом. 17 липня 2024) — індійський кардіоторакальний хірург. Був президентом Індійської національної академії наук і професором національних досліджень уряду Індії. Валіатан отримав нагороду Падма Вібушан 2005 року за внесок у медичні технології в Індії. У 1999 році отримав звання кавалера Ордену Академічних пальм Франції. У 2009 році  отримав орден доктора Самуеля Аспера — міжнародну нагороду школи медицини Джона Гопкінса (за внесок у міжнародну медичну освіту).

## Біографія

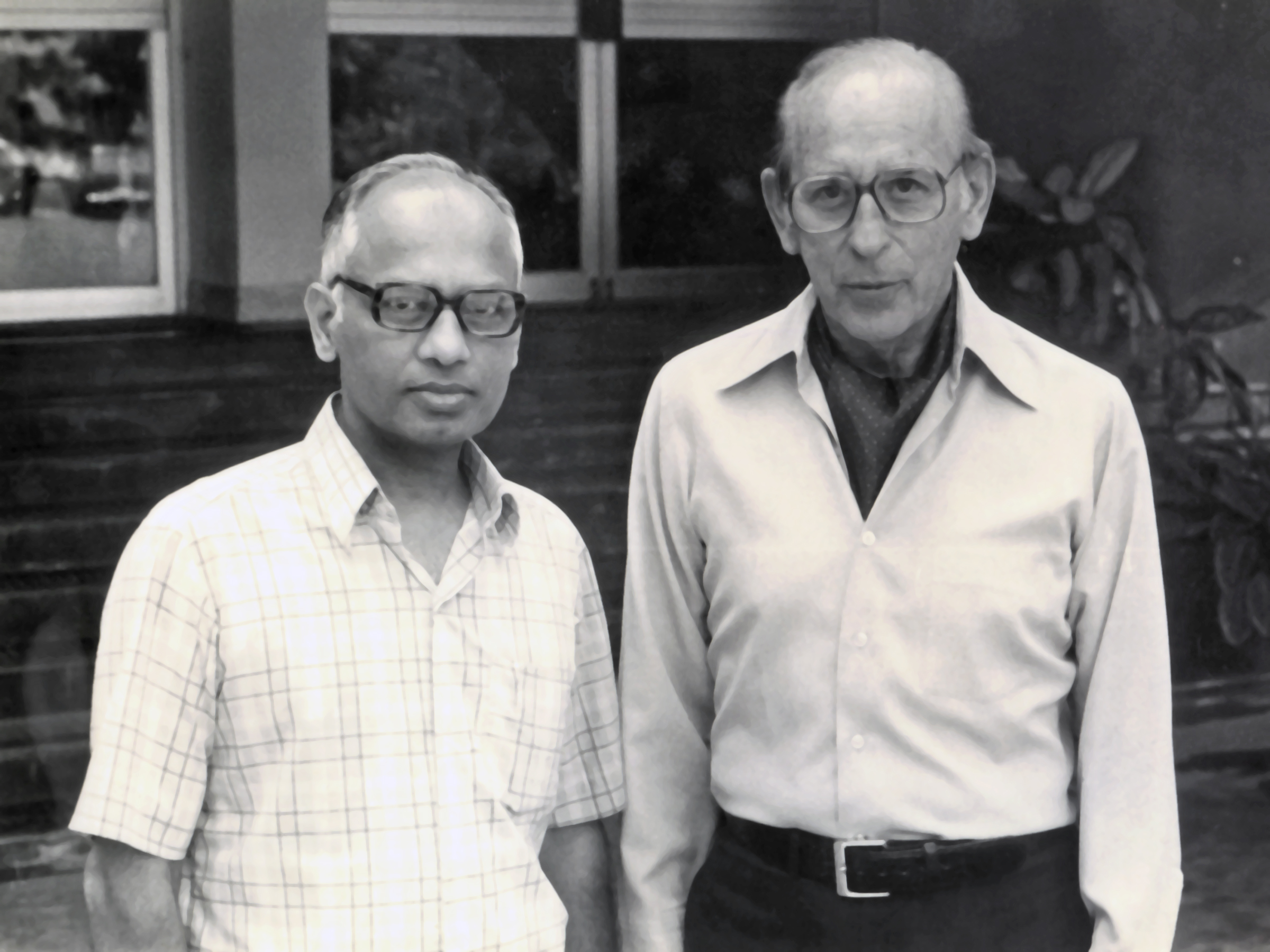
Валіатан зі своїм наставником Чарльзом А. Гуфнагелем

Мартанда Валіатан народився 24 травня 1934 року в Мавеліккара у Траванкорі (сучасний округ Алаппуджа) в родині Мартанді та Джанакі Вармі. Початкову освіту здобув у державній школі в Мавеліккарі, а потім в Університетському коледжі Тіруванантапурама. Медичну освіту отримав у Державному медичному коледжі Тіруванантапурама, де навчався з 1951 до 1956 року, та отримав ступінь бакалавра медицини і хірургії. Пізніше він вступив до Ліверпульського університету як стажер-хірург і отримав стипендію до Королівського коледжу хірургів Единбурга й Англії в 1960 році. Здобув ступінь магістра хірургії в Ліверпульському університеті. Після короткого перебування  викладачем в PGIMER Chandigarh,  пройшов подальше навчання з кардіохірургії в лікарнях: лікарні Джонса Гопкінса, лікарні університету Джорджа Вашингтона і лікарні Джорджтаунського університету. Став членом Королівського коледжу лікарів і хірургів Канади в 1970 році. Працював членом команди лікарів Вінсента Л. Готта в Гопкінсі та у Чарльз А. Хафнагелья в Джорджтаунському університеті.

## Смерть
Валіатан помер у лікарні в Маніпалі (Індія) 17 липня 2024 року у віці 90 років.